# NGC 7277
NGC 7277 é uma galáxia espiral (Sb) localizada na direcção da constelação de Piscis Austrinus. Possui uma declinação de -31° 08' 45" e uma ascensão recta de 22 horas, 26 minutos e 10,9 segundos.
A galáxia NGC 7277 foi descoberta em 27 de Setembro de 1834 por John Herschel.